# الجمعية الرياضية النسائية بالقصرين
الجمعية الرياضية النسائية بالقصرين (بالفرنسية: Association sportive féminine de Kasserine)‏ هو نادي تونسي، ينشط في مدينة القصرين منذ تأسيسة في سنة 2002. يترأس الجمعية منجي اليحياوي ويشرف عليها المدرب نسيم البناني. تدعم الجمعية الرياضة النسائية وتنظم بطولات سنوية لكرة اليد والمصارعة، كما تدافع الجمعية أيضا عن حق المرأة في العمل وتساند اللاعبات على مستوى التشغيل.

## المدربين
| الفترة    | المدرب                   |
| --------- | ------------------------ |
| 2013-2014 | منصف العبيدي وأيمن هلالي |
| 2014-2015 | نسيم البناني             |

## رؤساء النادي
لم يشهد الجمعية تناوبا كبيرا على رآسته، حيث أشرف عليها منذ تأسيسها نعيم المقراني إلى حدود سنة 2011. ثم ترأسها منجي اليحياوي إلى اليوم.
| الفترة         | الرئيس        |
| -------------- | ------------- |
| 2011-2002      | نعيم المقراني |
| 2011- إلى الان | منجي اليحياوي |

## لاعبات الفريق الأول
تتميز تشكيلة الفريق الحالية بصغر سن اللاعبات
| رقم | مركز  | اسم           |
| --- | ----- | ------------- |
| 1   | حارس  | ايمان الراشدي |
| 16  | حارس  | خلود مجاولي   |
| 22  | حارس  | صباح ميساوي   |
| 10  | مدافع | عواطف جرايدي  |
| 08  | وسط   | يسرى بن مخلوف |
| 14  | مدافع | أماني نصراوي  |
| 06  | وسط   | نوال دخيللي   |

|
| رقم | مركز  | اسم          |
| --- | ----- | ------------ |
| 7   | مدافع | روان غضباني  |
| 13  | مدافع | شيماء عامري  |
| 15  | مدافع | مريم بطايبي  |
| 05  | مدافع | اميمة مزهود  |
| 09  | مدافع | سارة دلهومي  |
| 03  | مدافع | خولة عروسي   |
| 04  | مدافع | أماني دخيللي |

|}
|}

## مواضيع ذات صلة
- القصرين